# Finale della Coppa CERS 2012-2013
La finale della 33ª edizione della Coppa CERS si è disputata il 12 maggio 2013 presso il Pavelló Municipal di El Vendrell, in Spagna, tra gli spagnoli del Vendrell e i connazionali del Vic.
Essa è stata vinta dal Vendrell, al primo successo nella competizione, con il risultato di 3 a 2. 

## Le squadre
| Squadre  | Partecipazioni precedenti (il grassetto indica la vittoria) |
| -------- | ----------------------------------------------------------- |
| Vendrell | Nessuna                                                     |
| Vic      | 1994, 2001                                                  |

## Tabellino
| El Vendrell 12 maggio 2013 | Vendrell | 3 – 2 | Vic | Pavelló Municipal |